# Tomasz Pawelec
Tomasz Pawelec (ur. 1964 w Lublinie) – historyk polski, metodolog historii, historyk historiografii, profesor nauk humanistycznych, nauczyciel akademicki Wydziału Nauk Społecznych Uniwersytetu Śląskiego.

## Życiorys
Absolwent historii Uniwersytetu Marii Curie-Skłodowskiej w Lublinie. Doktora w 1993 roku tamże (Myśl metodologiczna Marcelego Handelsmana (promotor Jan Pomorski). Habilitacja w 2004 na Wydziale Nauk Społecznych Uniwersytetu Śląskiego w Katowicach (Dzieje i nieświadomość. Założenia teoretyczne i praktyka badawcza psychohistorii). W latach 1987–1994 zatrudniony na Uniwersytecie Marii Curie-Skłodowskiej. Od 1994 pracownik Uniwersytetu Śląskiego w Katowicach. W 2015 uzyskał tytuł naukowy profesora nauk humanistycznych.
Członek Komisji Metodologii Historii i Dziejów Historiografii Komitetu Nauk Historycznych PAN, współredaktor międzynarodowego półrocznika „INTERSTITIO. East European Review of Historical Anthropology”, członek Kolegium Redakcyjnego rocznika „Historyka”. W l. 1995-96 stypendysta Programu Fulbrighta na Brandeis University.

## Wybrane publikacje
- Myśl metodologiczna Marcelego Handelsmana, Lublin: AWH 1994, ISBN 83-85976-10-8.
- (wybór, tłumaczenie i redakcja) Psyche i Klio. Historia w oczach psychohistoryków, Lublin: Wydawnictwo UMCS 2002, ISBN 83-227-1900-0.
- Dzieje i nieświadomość. Założenia metodologiczne i praktyka badawcza psychohistorii, Katowice: Wydawnictwo UŚ 2004, ISBN 978-83-226-1301-6.
- (współautor: Dorota Malczewska-Pawelec) Rewolucja w pamięci historycznej. Porównawcze studia nad praktykami manipulacji zbiorową pamięcią Polaków w czasach stalinowskich, Kraków: Universitas 2012,ISBN 97883-242-1657-4
- Z drugiej strony Atlantyku : "młodsza Europa" w dawnych syntezach amerykańskich : (ze studiów nad historiografią Europy Środkowo-Wschodniej w Stanach Zjednoczonych), Cieszyn 2013.